# Teatre Nou (Avinguda del Paral·lel)
El Teatre Nou fou una sala teatral ubicat als números 63 i 65 de l'avinguda del Paral·lel de Barcelona, al costat esquerre on hi ha el Teatre Victòria. Inaugurat el 22 de juny de 1901 i reformat el 1922. En les cartelleres dels diaris sortí gairebé sempre anunciat com Teatro Nuevo, en castellà. El 1948 va convertir-se en cinema, amb el nom de Cine Teatro Nuevo o Cine Nuevo i, des del 1958 Nuevo Cinerama, fins que va ser enderrocat el 1988.
Aquest Teatre Nou del Paral·lel no s'ha de confondre amb el Teatre Nou o Teatre dels Caputxins que va existir entre 1843 i 1848, aixecat on avui hi ha la Plaça Reial de Barcelona, en una part dels terrenys de l'antic convent dels Caputxins.

## Història
Propietat dels germans Estela, van reformar el teatre el 1922, convertint-lo en un dels més capaços de la ciutat. El director artístic en va ser Armand Oliveros. A partir del 18 de juliol va ser controlat per la CNT, fins al final de la Guerra Civil. Tancat durant un temps, va reobrir el 1948 com a cinema i el 1958 va ser reformat. Va continuar funcionat com a cinema fins a 1986. Després fou venut, va cremar-se i fou enderrocat, desapareixent definitivament.

## Edifici
L'edifici reformat va ser inaugurat el 24 de maig de 1922. La sala era gran, amb capacitat per a 2.500 persones. Tenia 24 m d'altura, platea (amb llotges) i dos pisos, el primer amb llotges i el segon amb cadires i graderia.
Reformat el 1958 per adaptar-lo a la seva funció com a cinema i al sistema Cinerama de projecció, va inaugurar-se el 10 de desembre d'aquell any. Tenia llavors 1.032 butaques. A la façana, la part de l'esquerra va ser renovada en un estil modern, però es va deixar la dreta amb la façana antiga de 1922. A final dels anys seixanta se'n va incrementar la capacitat fins a 1.127 butaques. L'última projecció va tenir lloc al juny de 1986.
El mateix mes, el Nuevo va tancar i va ser venut a la immobiliària Rocafort; el 18 de maig 1988 va patir un incendi i es va enderrocar. En el seu lloc va romandre molts anys un solar sense edificar. L'abril de 2008 s'hi va construir un edifici d'habitatges.

## Història artística
Les primeres programacions del teatre incloïen melodrames i operetes. Entre 1909 i 1911 s'hi van estrenar les primeres traduccions castellanes d'operetes vieneses com La princesa del Dollar (Die Dollarprinzessin, 1907) de Leo Fall, El murciélago (Die Fledermaus, 1874) de Johann Strauss o Mujeres vienesas (Wiener Frauen, 1902) de Franz Lehár. En aquestes companyies d'opereta hi treballava el que després va ser el mític Josep Santpere i Pey. El Teatre Nou també acollí vodevils en català com Coralina & Cia (Coralie et Cie, 1901), Porten res de pago? (Vous n'avez rien à déclarer, 1906) o Un divorci famós (Une grosse affaire, 1909).
La reforma de 1922 va obrir el teatre a tot tipus d'espectacles. Per exemple, el 17 de febrer de 1923 s'hi presentà el Ballet sobre Gel de Kreckow o, l'1 de febrer de 1933, el Ballet Nijinska creat per Bronislava Nijinska, germana de Vatzlav. Fins al 1939 s'hi alternaren representacions de teatre, sarsuela, revista i varietats, en català i castellà.
L'any 1926 s'hi estrena la que serà la peça lírica amb més èxit de tota la història de la sarsuela catalana, Cançó d'amor i de guerra amb llibret de Víctor Mora i Alzinelles i Lluís Capdevila i Vilallonga i música de Rafael Martínez Valls. A partir d'aquest moment, el teatre Nou anirà programant temporades de Teatre Líric Català fins a l'esclat de la Guerra Civil, estrenant-hi bona part de les obres de Martínez Valls, com La Legió d'Honor (1930) o Boris d'Eukàlia (1936). S'hi va fer sarsuela fins al març de 1938.

### Estrenes absolutes d'obres conegudes
(En negreta, les més destacades)
- 1903 El heredero del trono, opera bufa en 1 acto, con música de Rafael Calleja Gómez y Vicente Lleó, libreto de Felix Limendoux
- 1903 Copito de nieve, zarzuela en 1 acto, con música de Rafael Calleja Gómez y Vicente Lleó, libreto de E. López Marín y M. Lastra
- 1906 El crimen de Chamberí, sarsuela de Rafael Calleja Gómez, llibret de Ventura de la Vega
- 1907 La Giralda, zarzuela en 1 acto, con música de Rafael Calleja Gómez, libreto de Ventura de la Vega
- 9- 13 En la "casa de socorro", zarzuela de Francesc Montserrat Ayarbe, libreto de V. y D. Corominas i Prats
- 1914 L'homenatge, sainet de Santiago Rusiñol; El almanaque del Nuevo, sarsuela de Francesc Montserrat; Cleopatra, sarsuela de Francisco Alonso, llibret de Gonzalo Cantó i Eugenio Gullón (27 de novembre)
- 1915 El genio de León, sarsuela de Rafael Millán
- 1922 La reina de las praderas, sarsuela de Jacinto Guerrero
- 1924 La gaviota, "zarzuela española de ambiente catalán en 2 actos", amb música de Rafael Millán i llibret de Josep Amich i Bert i Armando Oliveros Millán
- 1924 Los mosqueteros del Rey, sarsuela de Ferran J.Obradors
- 1924 La sombra del Pilar, sarsuela de Jacinto Guerrero
- 1926 Cançó d'amor i de guerra, sarsuela amb música de Rafael Martínez Valls, llibret de Víctor Mora i Alzinelles i Lluís Capdevila i Vilallonga (16 d'abril)
- 1927 La puntaire,sarsuela; Charivari, sarsuela amb música de Rafael Martínez Valls, Vicente Quirós, José Padilla i Llorenç Torres Nin, i llibret de J. Viñas, Germaine de Valois i Josep Maria de Sagarra (7 de setembre)
- 1930 La Legió d'Honor, sarsuela amb música de Rafael Martínez Valls, llibret de Víctor Mora i Alzinelles i Lluís Capdevila i Vilallonga (26 de febrer)
- 1930 La taverna d'en Mallol, sarsuela amb música de Felip Caparrós, llibret de Víctor Mora i Alzinelles (19 d'abril)
- 1930 La revolta, sarsuela amb música de Felip Caparrós, llibret de Víctor Mora i Alzinelles (31 de maig)
- 1931 La falç al puny, sarsuela amb música de Manuel Blancafort, llibret de Lluís Capdevila i Vilallonga i Homedes Mundo (13 de febrer)[1]
- 1931 La duquesita, sarsuela de Rafael Martínez Valls
- 1932 La moza que yo quería, sarsuela amb música de Fernando Díaz Gilés
- 1933 La cruz de hierro, sarsuela de Ramon Ferrés i Musolas, llibret de Víctor Mora i Alzinelles (19 de desembre)
- 1934 El cantante enmascarado, sarsuela de Fernando Díaz Gilés
- 1935 Fray Jerónimo, sarsuela amb música de Rafael Martínez Valls i Isidre Roselló i Vilella, llibret de Víctor Mora i Alzinelles (16 de febrer)
- 1936 Boris d'Eukàlia, sarsuela de Rafael Martínez Valls ; Tempesta esvaïda, sarsuela de Joaquim Serra i Corominas amb llibret de Carme Montoriol i Puig (7 de febrer).
- 1936 Defensors de la terra, "glossa en 2 actes", música de Francesc d'Assís Font i Sabaté, llibret de Víctor Mora i Alzinelles (15 d'octubre).
- 1941 La chica del topolino, sarsuela de Joan Dotras Vila

## Conversió en cinema
El teatre havia donat algun cop sessions de cinema: la primera, el 14 de desembre de 1907. No obstant això, era, bàsicament, un teatre. Després d'estar tancat durant el període de la Guerra Civil, es va tornar a obrir ja com a cinema: el 12 de novembre de 1948, amb el nom de Cine Teatro Nuevo, va oferir Les models, amb Rita Hayworth i Gene Kelly.
El 1958 tancà per a reformar-se i va incorporar la novetat de la projecció amb el sistema Cinerama (desenvolupat per la Paramount es basava en la projecció simultània de tres càmeres sobre una gran pantalla de 146 graus de curvatura): era l'única sala de la ciutat que ho permetia. La sala es va anomenar Cine Teatro Nuevo Cinerama o Nuevo Cinerama i es va inaugurar el 10 de desembre de 1958, amb la projecció de Esto es Cinerama. L'última pel·lícula projectada amb aquest sistema va ser La conquesta de l'Oest (How the West was won), el 18 d'abril de 1963. El 1966, el cinema va ser equipat per a la projecció de pel·lícules de 70 mm.
Des de llavors va oferir pel·lícules comercials de tota classe, com La guerra de les galàxies. Els últims anys hi van abundar les pel·lícules d'acció; l'última que s'hi va fer va ser The park is mine, el juny de 1986, amb Tommy Lee Jones.